# Aphodius serotinus
Aphodius serotinus es una especie de coleóptero de la familia Scarabaeidae.

## Distribución geográfica
Habita en Asia y Europa.